# Ste. Rose du Lac
Ste. Rose du Lac är en ort i Kanada.   Den ligger i provinsen Manitoba, i den sydöstra delen av landet, 1 900 km väster om huvudstaden Ottawa. Ste. Rose du Lac ligger 267 meter över havet och antalet invånare är 1 023. Den ligger vid sjöarna  Dauphin Lake och Ste. Rose Reservoir.
Terrängen runt Ste. Rose du Lac är mycket platt, och sluttar norrut. Trakten runt Ste. Rose du Lac är nära nog obefolkad, med mindre än två invånare per kvadratkilometer..
Trakten runt Ste. Rose du Lac består till största delen av jordbruksmark.